# Константін Енрікез
Константін Енрікез — французький регбіст, народжений в Гаїті.

## Біографія
Енрікез був першим чорношкірим атлетом, який взяв участь у літніх Олімпійських іграх 1900 року, а також став першим атлетом, який виграв золоту медаль. Константін грав під номером 8.
Константін грав в клубах Олімпік де Паріс і Стад Франсе. В 1897, 1898 і 1901 роках, разом із Стейд Франсуа здобув титул чемпіона Франції.
В 1904 році представив футбол на Гаїті і забив перший гол в історії футбольних змагань Гаїті. Разом з братом Альфонсе, створили клуб Юніон Спортів Гаїтінне. До 1950 року працював сенатором.
| Прапор Гаїті | Це незавершена стаття про Гаїті. Ви можете допомогти проєкту, виправивши або дописавши її. |

1. 1 2 3  Olympedia